# Мунтеле-Бокулуй
Мунтеле-Бокулуй (рум. Muntele Bocului) — село у повіті Клуж в Румунії. Входить до складу комуни Бейшоара.
Село розташоване на відстані 320 км на північний захід від Бухареста, 29 км на південний захід від Клуж-Напоки.

## Населення
За даними перепису населення 2002 року у селі проживали 59 осіб, з них 58 осіб (98,3%) румунів. Усі жителі села рідною мовою назвали румунську.